# Semiothisa albibrunnea
Semiothisa albibrunnea là một loài bướm đêm trong họ Geometridae.